# Deuterollyta suiferens
Deuterollyta suiferens is een vlinder uit de familie van de snuitmotten (Pyralidae). De wetenschappelijke naam van de soort is voor het eerst geldig gepubliceerd in 1913 door Dyar.